# Мургап
Мурга́п (туркм. Murgap, Мургаб) — город, центр Мургапского этрапа (района) Марыйского велаята Туркменистана. Расположен в дельте реки Мургаб. В посёлке расположена железнодорожная станция (Семеник) на ветке Мары — Серхетабат.
Проживает около 10 тысяч человек (5,7 тыс. жителей в 1973 году). В советские годы здесь располагались асфальтовый и кирпичные заводы, строился (1974) хлопкоочистительный завод. Статус пгт с 1940 года. До 14 ноября 1961 года назывался Сталино. Статус города с 2016 года.